# اچ‌ام‌اس بودن‌هام (ام۲۶۰۹)
اچ‌ام‌اس بودن‌هام (ام۲۶۰۹) (به انگلیسی: HMS Bodenham (M2609)) یک کشتی بود که طول آن ۱۰۰ فوت (۳۰ متر) بود. این کشتی در سال ۱۹۵۲ ساخته شد.